# Gus Greenbaum
Gustav „Gus“ Greenbaum (* 1894; † 3. Dezember 1958 in Phoenix (Arizona)) war ein US-amerikanischer Mobster und Assoziierter des Chicago Outfit. Er wird heute der Kosher Nostra zugerechnet. Bekannt wurde er durch seine Verwicklung in die Glücksspieloperationen der La Cosa Nostra in Las Vegas.

## Leben

### Kosher Nostra
Gus Greenbaum stand bereits seit den späten 1910er Jahren in Verbindung zu dem Kosher Nostra Meyer Lansky und wurde dessen Bugs and Meyer Mob zugerechnet. Nach dem Ende der Alkoholprohibition begann Greenbaum mit dem Chicago Outfit zusammenzuarbeiten. (Häufig wird seine Mitgliedschaft im Outfit formuliert; angesichts seiner nicht-italienischen Herkunft kann das grundsätzlich als ausgeschlossen gelten.)
Mit Hilfe seiner Freunde Bugsy Siegel, Jack Dragna und Mickey Cohen gelang ihm, 1928 im Südwesten die Kontrolle über den „Trans-America Wire Service“, der insbesondere die Ergebnisse der Sportwetten übertrug, zu erlangen.
Das Monopol wollte Carlos Marcello durch die Übernahme des Continental Press komplettieren, allerdings weigerte sich James M. Ragen, der diese am 15. November 1939 von Moe Annenberg gekauft hatte.
Am 15. August 1946 wurde Ragen ermordet; ein nicht ganz unriskantes Vorgehen: Ragen gehörte zu den Ragen’s Colts und sein Bruder Frank Ragen hatte es deshalb sogar zum Polizeichef von Chicago gebracht. Ein Belastungszeuge wurde ermordet, und ein anderer verschwand spurlos. In den Mord sollen Dave Yaras, Leonard Patrick, Willie Block, Gus Alex und Strongy Ferraro verwickelt gewesen sein.
Der Trick des Nachrichtenmonopols bestand darin, dass sich die Mobster einen Informationsvorteil verschafften, denn die heutigen Massenmedien, welche die Sportergebnisse sofort veröffentlichten, gab es damals noch nicht. Greenbaum war ein effizienter Spielorganisator, und die Geschäfte florierten. 1946 war er so erfolgreich, dass er sich aus dem Tagesgeschäft zurückziehen konnte, um es Kemper Marley und Alex G. „Fats“ Cohen zu überlassen.

### Las Vegas
Nach dem Zweiten Weltkrieg ging Greenbaum nach Las Vegas und übernahm zusammen mit Morris Rosen und Moe Sedway die Kontrolle der Glücksspiel-Aktivitäten für das Outfit. Als Bugsy Siegel 1947 ermordet wurde, übernahmen beide dessen Kasino-Hotel The Flamingo.
Das Kasino-Projekt wurde fertiggestellt und dabei von ursprünglich 97 auf 200 Gästezimmer erweitert. Ende 1947 erzielte das Flamingo bereits einen Gewinn von vier Millionen US-Dollar. 1950 war Greenbaum auch die treibende Kraft hinter dem 50-Millionen-US-Dollar-Erfolg des Tropicana, und sein Ansehen innerhalb der Mobster war entsprechend groß. Vermutlich kontrollierte er noch weitere Kasinos und Glücksspielaktivitäten in Arizona. Als führender Verantwortlicher für den Mob in Las Vegas ordnete er die Ermordung von Tony Brancato und Tony Tombino an, da diese ein Kasino ausgeraubt hatten, das der US-amerikanischen Cosa Nostra gehörte.
Nach seinen Erfolgen wurde ihm nun auch das Riviera Casino angeboten, da es 5 Mio. US-Dollar Verlust produziert hatte. Greenbaum wollte diesen Job nicht, aber Anthony Accardo und Jake Guzik - als einflussreicher Berater des Outfit de facto der verlängerte Arm der Anführer im Outfit - wollten ihn überzeugen. Greenbaum lehnte den Job dennoch ab, da es seinem Plan entgegenstand, nach Phoenix zurückzukehren, da er genug von Las Vegas hatte. Eine Woche später wurde seine Schwägerin tot in ihrem Schlafzimmer aufgefunden, und Greenbaum übernahm nun doch die Aufgabe des Managers im Riviera.

### Das Ende
Offenbar konnte er den erweiterten Job nur durch Drogen, exzessives Spielen und Frauengeschichten aushalten. 1958 wurde John Roselli, ein Vertrauter Greenbaums, zu Paul Ricca und Anthony Accardo bestellt, um Greenbaum zum Rücktritt aufzufordern. Außerdem wurde festgestellt, dass Greenbaum Gewinne abschöpfte, was schon von Sam Giancana bemerkt worden war.
Greenbaum sollte seine Anteile verkaufen und dann unbehelligt Las Vegas verlassen; er lehnte jedoch ab und zweigte weiterhin etwas von den Geldern ab, die bereits aus den Kasinos für das Outfit an der Steuerbehörde vorbei abgeschöpft worden waren.
Nun wurde Marshall Caifano, der „Enforcer“ (am: „Durchsetzer“), für das Outfit in Las Vegas in Marsch gesetzt, um das Problem zu lösen. Am 3. Dezember 1958 wurde Greenbaum mit durchschnittener Kehle in seinem Schlafzimmer entdeckt. Seine Frau wurde mit eingeschlagenem Schädel und ebenfalls durchschnittener Kehle aufgefunden.
Johnny Roselli schob später Meyer Lansky die Verantwortung für den Mord zu; dieser habe Greenbaum unbedingt loswerden wollen, um seine eigenen Anteile am Riviera zu vergrößern.

## Film und Filmzitate
- Im Film Casino gibt es den Charakter des „Phillip Green“, der wie Greenbaum als Strohmann der La Cosa Nostra fungiert. Der Film stellt jedoch die Verhältnisse in den 1970er Jahren dar, als Greenbaum bereits tot war und insbesondere Allen Glick als Strohmann der Mobster fungierte.
- 1972: Im Film Der Pate wird Bugsy Siegel in der Person – neben Moe Sedway und Gus Greenbaum – des Moe Green dargestellt. Von Sedway stammt zumindest der Vorname der fiktiven Figur.